# Fame and Fortune (film 1918)
Fame and Fortune è un film muto del 1918 diretto da Lynn F. Reynolds.

## Trama
Dopo un lungo periodo in cui ha girovagato per il paese, Clay Burgess torna nella sua città dove trova, dopo la morte del padre - il banchiere locale - che tutte le sue proprietà sono cadute in mano a "Big" Dave Dawley. Clay si reca allora fuori città, nel ranch di Della Bowen, dove lavora Ben Davis, un amico che conserva il vero testamento del vecchio Burgess. Clay parla con lui; poi promette a Della di tornare per sposarla appena possibile. Arruolata una banda, l'uomo combatte gli scagnozzi di Dawley per sottrarre la città al loro controllo. Dopo una lotta brutale in cui cade ucciso anche Dawley, Clay riprende possesso delle sue proprietà e sposa Della, mettendo su casa con lei e mettendo anche fine alle sue avventure di cowboy vagabondo.

## Produzione
Il film fu prodotto dalla Fox Film Corporation.

## Distribuzione
Fox fece registrare il film, che ottenne il copyright LP13015 l'8 novembre 1918, come Slow Burgess, dal titolo di un romanzo di Charles Alden Seltzer che sarebbe stato in seguito pubblicato a Londra nel 1926.
Distribuito dalla Fox Film Corporation e presentato da William Fox, il film uscì nelle sale cinematografiche USA il 20 ottobre 1918.